# سیارک ۲۵۷۹۳
سیارک ۲۵۷۹۳ (به انگلیسی: 25793 Chrisanchez، نامگذاری:2000CS65)۲۵۷۹۳مین سیارک کشف شده‌است که در ۰۴ فوریه ۲۰۰۰ کشف شد.